# Francois de Beauharnais (1714-1800)
1. REDIRECT François de Beauharnais (marchese 1714)